# Гострячка баденська
Гострячка баденська (Lophozia badensis) — вид печіночників порядку юнгерманіальних (Jungermanniales).
Вид вважається синонімом до Mesoptychia badensis (Gottsche ex Rabenh.) L.Söderstr. & Váňa

## Поширення
Батьківщиною є Європа, Азія, Північна Америка.